# Sura (islam)
Sura (arabiska: سورة sūrah) är en del av Koranen, vilka ungefär motsvarar kapitel. Koranen delas in i 114 suror som sorteras efter längd i nedåtstigande ordning, där de längre surorna återfinns tidigare i Koranen och de kortare längre bak. Varje sura har ett unikt namn som den vanligen är känd under för muslimer. En sura består av ett antal ayat (verser).
Surorna kan vidare delas in i mekkanska och medinska suror (eller Mecka- och Medina-suror), beroende på om de lästes upp före eller efter hijra, profeten Muhammeds flytt från Mecka till Medina. Vissa suror anses innehålla verser från båda perioderna.

## Lista på Koranens 114 suror
1. Öppningen, Ingressen (Al-Fatiha), 7 verser
2. Kon (Al-Baqara), 286 verser
3. Imrans Ätt (Al-i-Imran), 200 verser
4. Kvinnor (An-Nisa), 176 verser
5. Den Himmelska Måltiden (Al-Ma'ida), 120 verser
6. Boskap (Al-An'am), 165 verser
7. Urskiljning (Al-A'raf), 206 verser
8. Krigsbyte (Al-Anfal), 75 verser
9. Ånger (At-Tawba), 129 verser
10. Jonah (Yunus), 109 verser
11. Hud (Hud), 123 verser
12. Josef (Yusuf), 111 verser
13. Åskan (Ar-Ra'd), 43 verser
14. Abraham (Ibrahim), 52 verser
15. Al-Hijr (Al-Hijr), 99 verser
16. Biet (An-Nahl), 128 verser
17. Den Nattliga Resan (Al-Isra), 111 verser
18. Grottan (Al-Kahf), 110 verser
19. Maria (Maryam), 98 verser
20. Ta-Ha (Ta-Ha), 135 verser
21. Profeterna (Al-Anbiya), 112 verser
22. Vallfärden (Al-Hajj), 78 verser
23. De Troende (Al-Muminun), 118 verser
24. Ljus (An-Noor), 64 verser
25. Måttstocken (Al-Furqan), 77 verser
26. Poeterna (Ash-Shu'ara), 227 verser
27. Myrorna (An-Naml), 93 verser
28. Berättelsen (Al-Qasas), 88 verser
29. Spindeln (Al-Ankabut), 69 verser
30. Bysantinerna (Ar-Rum), 60 verser
31. Luqman (Luqman), 34 verser
32. De Faller Ned I Tillbedjan (As-Sajda), 30 verser
33. De Sammansvurna (Al-Ahzab), 73 verser
34. Saba (Saba), 54 verser
35. Himlarnas Och Jordens Skapare (Fatir), 45 verser
36. Ya-Seen (Ya-Seen), 83 verser
37. I Sluten Ordning (As-Saaffat), 182 verser
38. Sad (Sad), 88 verser
39. Skarorna (Az-Zumar), 75 verser
40. Han Som Förlåter (Ghafir), 85 verser
41. En Fast Och Klar Förkunnelse (Fussilat), 54 verser
42. Samråd (Ash-Shura), 53 verser
43. Guld (Az-Zukhruf), 89 verser
44. Rök (Ad-Dukhan), 59 verser
45. På Knä (Al-Jathiya), 37 verser
46. Sanddynerna (Al-Ahqaf), 35 verser
47. Muhammad (Muhammad), 38 verser
48. Segern (Al-Fath), 29 verser
49. De Inre Rummen (Al-Hujurat), 18 verser
50. Qaf (Qaf), 45 verser
51. De Som Virvlar Upp (Adh-Dhariyat), 60 verser
52. Sinai Berg (At-Tur), 49 verser
53. Stjärnan (An-Najm), 62 verser
54. Månen (Al-Qamar),55 verser
55. Den Nåderike (Ar-Rahman), 78 verser
56. Det Som Måste Komma (Al-Waqia), 96 verser
57. Järnet (Al-Hadid), 29 verser
58. Hon Som Vädjar (Al-Mujadila), 22 verser
59. Mönstringen (Al-Hashr), 24 verser
60. Den Som Skall Förhöras (Al-Mumtahina), 13 verser
61. I Slutna Led (As-Saff), 14 verser
62. Fredagsbönen (Al-Jumuah), 11 verser
63. Hycklarna (Al-Munafiqoon), 11 verser
64. Då Vinnarna Och Förlorarna Byter Plats (At-Taghabun), 18 verser
65. Skilsmässa (At-Talaq), 12 verser
66. Förbudet (At-Tahrim), 12 verser
67. Herravälde (Al-Mulk), 30 verser
68. Pennan (Al-Qalam), 52 verser
69. Sanningens Stund (Al-Haaqqa), 52 verser
70. Vägarna Upp Till Gud (Al-Maarij), 44 verser
71. Noah (Nooh), 28 verser
72. Osynliga Väsen (Al-Jinn), 28 verser
73. Du Som Täcker Över Dig (Al-Muzzammil), 20 verser
74. Du Som Sveper In Dig (Al-Muddaththir), 56 verser
75. Uppståndelsen (Al-Qiyama), 40 verser
76. Människan (Al-Insan), 31 verser
77. De Som Sänds Ut (Al-Mursalat), 50 verser
78. Tillkännagivandet (An-Naba), 40 verser
79. De Som Stiger Över Horisonten (An-Naziat), 46 verser
80. Med Bister Min (Abasa), 42 verser
81. När Solen Lindas In (At-Takwir), 29 verser
82. När Himlen Rämnar (Al-Infitar), 19 verser
83. De Som Snålar Med Mått Och Vikt (Al-Mutaffifin), 36 verser
84. När Himlen Brister I Stycken (Al-Inshiqaq), 25 verser
85. Stjärnbilderna (Al-Burooj), 22 verser
86. Den Nattliga Besökaren (At-Tariq), 17 verser
87. Den Högste (Al-'Ala), 19 verser
88. Det Som Skall Överskugga Allt (Al-Ghashiya), 26 verser
89. Gryningsljuset (Al-Fajr), 30 verser
90. Staden (Al-Balad), 20 verser
91. Solen (Ash-Shams), 15 verser
92. Natten (Al-Layl), 21 verser
93. Det Klara Morgonljuset (Ad-Dhuha), 11 verser
94. Har Vi Inte Öppnat Ditt Bröst (Ash-Sharh), 8 verser
95. Fikonträdet (At-Tin), 8 verser
96. Grodden (Al-Alaq), 19 verser
97. Allmaktens Natt (Al-Qadr), 5 verser
98. Det Klara Vittnesbördet (Al-Bayyina), 8 verser
99. När Jorden Skälver (Az-Zalzala), 8 verser
100. Stridshästarna (Al-Adiyat), 11 verser
101. Det Dundrande Slaget (Al-Qaria), 11 verser
102. Tävlan I Rikedom (At-Takathur), 8 verser
103. Den Flyende Tiden (Al-'Aṣr), 3 verser
104. Baktalaren (Al-Humaza), 9 verser
105. Elefanten (Al-Fil), 5 verser
106. Quraysh (Quraysh), 4 verser
107. Den Minsta Hjälp (Al-Ma'un), 7 verser
108. Det Goda I Överflöd (Al-Kawthar), 3 verser
109. Sanningens Förnekare (Al-Kafirun), 6 verser
110. Guds Hjälp (An-Nasr), 3 verser
111. Ett Tvinnat Rep (Al-Masadd), 5 verser
112. Den Rena Tron (Al-Ikhlas), 4 verser
113. Gryningens Herre (Al-Falaq), 5 verser
114. Människornas Herre (Al-Nas), 6 verser